# Enrique Llena
Enrique Llena León (nacido el 6 de noviembre de 1961) es un exjugador de fútbol español y entrenador.

## Carrera
Debutó como entrenador con el Club Deportivo Binéfar y después se fue al Club Atlético de Monzón en el 2006 y nada más estaría una temporada ya que fichó por la Sociedad Deportiva Huesca en el 2007 hasta el 2008 y en enero de 2010, fue nombrado entrenador de la selección nacional de fútbol de Nicaragua.

### Como entrenador
| Club                             | País      | Año         |
| -------------------------------- | --------- | ----------- |
| Club Deportivo Binéfar           | España    | 2006        |
| Club Atlético de Monzón          | España    | 2006 - 2007 |
| Sociedad Deportiva Huesca        | España    | 2007 - 2008 |
| Selección de fútbol de Nicaragua | Nicaragua | 2010 - 2014 |